# Pierre Louis François Silly
Pour les articles homonymes, voir Silly.
Pierre Louis François Silly, né le 12 septembre 1747 à Montigny-le-Gannelon et mort le 7 janvier 1809 à Cloyes-sur-le-Loir en Eure-et-Loir, est un général de brigade de la Révolution française.

## Biographie

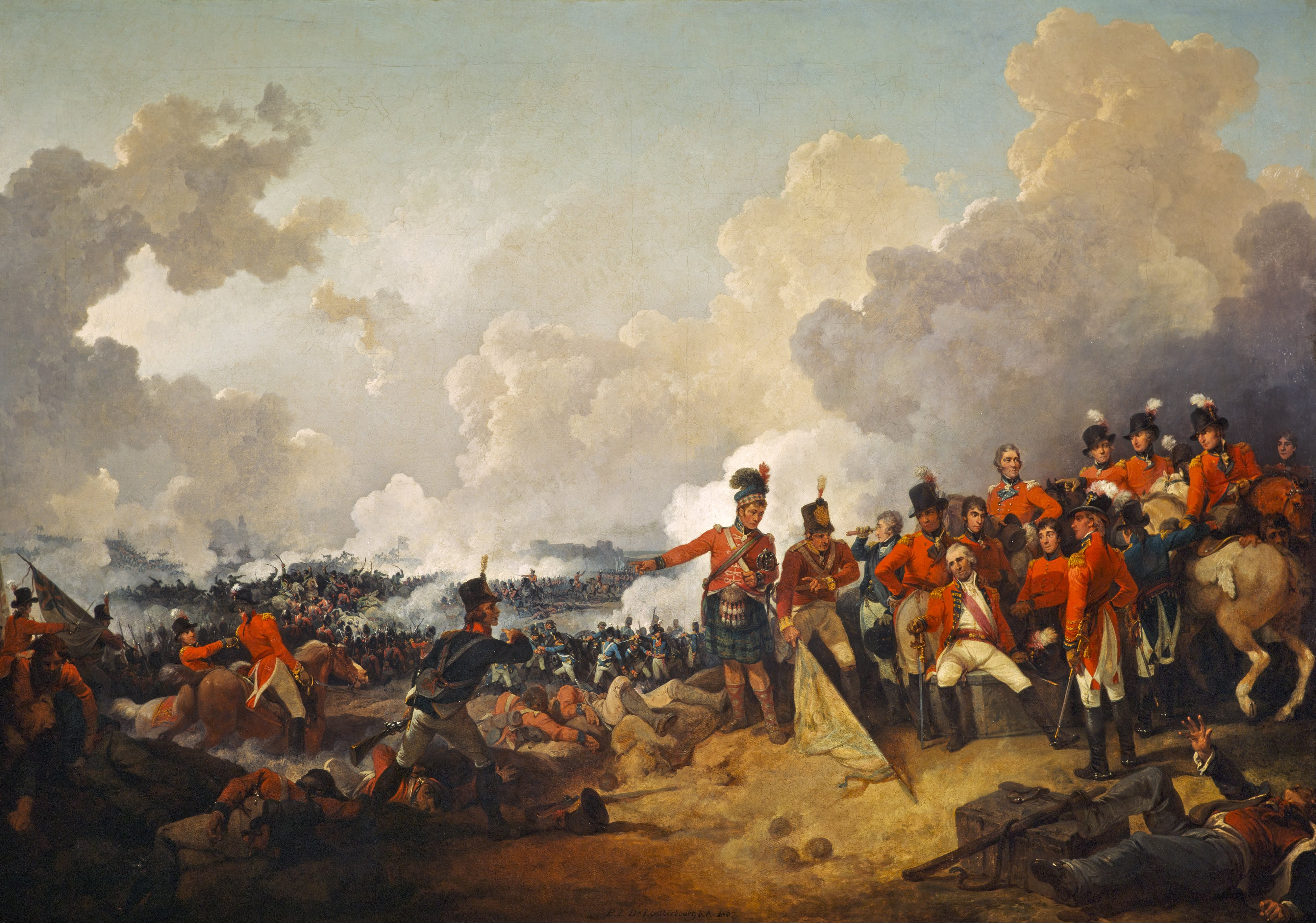
La bataille de Canope, par Philippe-Jacques de Loutherbourg, 1802, Galerie nationale d'Écosse. Silly y participe à la tête d'une brigade d'infanterie.

Il entre en service le 4 décembre 1765, au régiment de Bourbon, il devient caporal le 23 juin 1770, sergent le 1er juillet 1771, fourrier le 16 juin 1776, sergent-major le 1er juillet 1778, adjudant sous-officier le 21 mai 1783, sous-lieutenant le 21 mai 1790, et lieutenant le 15 septembre 1791.
Adjudant-major le 14 octobre 1791, il est nommé capitaine le 12 janvier 1792 au 56e régiment d’infanterie. De 1792 à 1796, il sert dans les armées du Nord et en Allemagne.
Il devient ensuite chef de bataillon le 28 octobre 1795, puis chef de brigade le 23 mars 1797 à la 88e demi-brigade d’infanterie de ligne, qui fait alors partie de l’armée d'Italie. En 1798, il est envoyé en Égypte et participe à la bataille des Pyramides le 21 juillet. 
Il est promu général de brigade provisoire le 23 septembre 1800 par le général en chef Menou. Le 21 mars 1801, il commande la 1re brigade de la division Lanusse lors de la bataille de Canope, où il a la cuisse emportée par un boulet de canon, ce qui entraîne son rapatriement en France. Il est confirmé dans son grade par le Premier consul le 7 janvier 1802, avant d'être admis à la retraite le 29 septembre 1802. Il meurt le 7 janvier 1809, à Cloyes-sur-le-Loir.

## Famille
Son fils François Silly (1808-1892) est médecin à Villiers-sur-Loir où son humanisme, grandement apprécié par les habitants, et ses convictions républicaines, qui font de lui un opposant convaincu au Second Empire, lui valent de rester dans le souvenir des Villiersois. Une rue porte son nom.
Son autre fils Louis Clément (né le 17 mai 1809 - Cloyes-sur-le-Loir, Eure-et-Loir) fut précepteur dans une grande famille du Maine, puis avocat (1848), rédacteur au « Bonhomme Manceau », puis gérant et rédacteur du journal « l'Ouest » à Angers (1868-69). Également opposant à Napoléon III et fervent républicain, il fut interdit de séjour dans la Sarthe et le Loir-et-Cher pendant le Second Empire.

## Sources
- (en) « Generals Who Served in the French Army during the Period 1789 - 1814: Eberle to Exelmans » ;
- Thierry Pouliquen, « Les généraux français et étrangers ayant servis [sic] dans la Grande Armée » (consulté le 30 janvier 2015) ;
- Pierre Louis François Silly  sur roglo.eu ;
- Charles Théodore Beauvais et Vincent Parisot, Victoires, conquêtes, revers et guerres civiles des Français, depuis les Gaulois jusqu’en 1792, tome 26, C.L.F Panckoucke, janvier 1822, 414 p. (lire en ligne), p. 194 ;
- (pl) « Napoléon.org.pl » ;
- Georges Six, Dictionnaire biographique des généraux & amiraux français de la Révolution et de l'Empire (1792-1814), Paris : Librairie G. Saffroy, 1934, 2 vol., p. 456